# Дубролёво
Дубролёво, Дуброле́во (бел. Дубралёва, бел. Дубрале́ва) — деревня в составе Протасевичского сельсовета Осиповичского района Могилёвской области Республики Беларусь.

## Географическое положение
Деревня расположена в 15 км на юго-запад от Осиповичей, в 5 км от ж/д станции Деревцы на линии Осиповичи — Старые Дороги и в 148 км от Могилёва. Транспортные связи обеспечивает автодорога Осиповичи — Шищицы. При планировке в одну короткую улицу застройка в основном двухсторонняя, деревянная и усадебного типа.

## История
В 1907 году Дубролёво представляло собой застенок, относившийся к Житинской волости Бобруйского уезда Минской губернии. Колхоз «Большевик» был создан здесь в 1929 году.
Во время Великой Отечественной войны Дубовое было оккупировано немецко-фашистскими войсками с конца июня 1941 года по 29 июня 1944 года. Во время оккупации были убиты шесть жителей, на фронте и при партизанской деятельности — 9 жителей.

## Население
- 1907 год — 145 человек, 11 дворов[1]
- 1917 год — 20 дворов[1]
- 1926 год — 150 человек, 30 дворов[1]
- 1940 год — 170 человек, 38 дворов[1]
- 2002 год — 12 человек, 7 хозяйств[1]
- 2007 год — 4 человека, 3 хозяйства[1]

## Комментарии
1. ↑  Названия и ударение даны по: Назвы населеных пунктаў Рэспублікі Беларусь: Магілёўская вобласць: нарматыўны даведнік / І. А. Гапоненка і інш.; пад рэд. В. П. Лемцюговай. — Минск: Тэхналогія, 2007. — С. 66, 70. — 406 с. — ISBN 978-985-458-159-0.. Приведено также название бел. Дубралебава: см. Гарады і вёскі Беларусі / Рэдкал. Г. П. Пашкоў і інш. — Мінск: Беларус. Энцыкл. імя П. Броўкі, 2008. — Т. 5, кн. 1. Магілёўская вобласць. — С. 98. — 728 с. — ISBN 978-985-11-0409-9..